# Киллер Джо
«Киллер Джо» (англ. Killer Joe) — детективный триллер с элементами чёрной комедии, снятый «оскароносным» режиссёром Уильямом Фридкином. Экранизация одноимённой пьесы Трэйси Леттса, который и написал сценарий к фильму. В главных ролях задействованы Мэттью Макконахи и Эмиль Хирш. Премьера состоялась 8 сентября 2011 года на 68-м Венецианском кинофестивале, где лента получила приз «Золотая мышь».
Новый проект Фридкина удостоился крайне положительных отзывов от мировых кинокритиков, окрестивших его возвращением режиссёра в настоящее кино. Актёрскую работу Макконахи многие поспешили назвать лучшей на тот момент в его карьере. Фильм получил рейтинг NC-17 от MPAA за реалистичное изображение насилия и секса.

## Сюжет
Действие фильма происходит в наши дни, в штате Техас. 22-летний Крис Смит (Эмиль Хирш), наркоторговец, заботящийся о своей младшей робкой сестре-девственнице Дотти (Джуно Темпл), задолжал колоссальную сумму денег местным гангстерам. Когда он узнаёт, что его постоянно пьяная мать составила страховой полис, делающий, в случае её смерти, Дотти единственной наследницей, Крис обращается к своему отцу Анселу (Томас Хейден Чёрч), который поддерживает намерение сына убить мать.
В конце концов, вся семья, включая вторую супругу Ансела Шарлу (Джина Гершон), договариваются о заказном убийстве. Всё, что им нужно — это профессиональный убийца. Таковым оказывается бесчестный полицейский из Далласа Джо Купер (Мэттью Макконахи). Он сразу же ставит перед Крисом условие: деньги вперёд. Юноша объясняет, что деньги у них появятся только после получения страховки, но убийца не хочет даже слушать. Но потом он меняет своё решение и заявляет, что убьет его мать, если тот до оплаты заказа предоставит ему залог, свою сестру Дотти, для сексуальной связи. Крису приходится согласиться.
После устранения жертвы всплывает жуткая для Криса информация: Рекс (Шон О’Хара), бойфренд его матери, который и сообщил парню о её страховом полисе, солгал о том, кто является бенефициаром. На самом деле, деньги убитой предназначались не Дотти, а самому Рексу. Он же и посоветовал Крису убийцу Джо. Когда Купер узнаёт это, он убивает Рекса и забирает у него страховой чек. Крис, понимая, что станет следующей целью Джо, намеревается сбежать в Перу вместе с Дотти.
Купер заявляется в трейлер семьи Смитов и жестоко избивает Шарлу, заставив её признаться в сговоре с Рексом. Так как семья не в состоянии оплатить убийство матери, Джо пытается забрать с собой залог — Дотти, но Крис категорически против этого. Начинается ожесточенная драка. Дотти хватает пистолет Криса, который тот принёс с собой, и кричит, что семейка здорово её разозлила, после чего убивает брата и стреляет в отца. Девушка направляет оружие на Купера и кричит, что беременна от него. Киллер в радости приближается к ней. Лента неоднозначно заканчивается кадром того, как Дотти передвигает палец на спусковой крючок.

## В ролях
| Актёр             | Роль             |
| ----------------- | ---------------- |
| Мэттью Макконахи  | киллер Джо Купер |
| Эмиль Хирш        | Крис Смит        |
| Джуно Темпл       | Дотти Смит       |
| Томас Хейден Чёрч | Ансел Смит       |
| Джина Гершон      | Шарла Смит       |
| Марк Макалей      | Диггер Соумс     |

## Награды и номинации
| Премия            | Категория                         | Номинант         | Результат |
| ----------------- | --------------------------------- | ---------------- | --------- |
| «Сатурн»          | Лучший независимый фильм          |                  | Победа    |
| «Сатурн»          | Лучший режиссёр                   | Уильям Фридкин   | Номинация |
| «Сатурн»          | Лучшая мужская роль               | Мэттью Макконахи | Победа    |
| «Сатурн»          | Лучшая женская роль второго плана | Джина Гершон     | Номинация |
| «Сатурн»          | Лучший сценарий                   | Трейси Леттс     | Номинация |
| «Независимый дух» | Лучшая мужская роль               | Мэттью Макконахи | Номинация |